# الیسا داوالس
الیسا داوالُس (انگلیسی: Elyssa Davalos؛ زادهٔ ۳۰ مهٔ ۱۹۵۹) یک هنرپیشه اهل ایالات متحده آمریکا است.